# Michael Ankeny
Michael Ankeny (Deephaven, 17 gennaio 1991) è un ex sciatore alpino statunitense, vincitore della Nor-Am Cup nel 2015.

## Biografia
Ankeny, specialista delle prove tecniche, ha fatto il suo esordio in gare FIS il 6 dicembre 2006, disputando uno slalom speciale a Winter Park e giungendo 36º. L'anno seguente, il 26 novembre 2007, a Keystone ha fatto il suo esordio in Nor-Am Cup, chiudendo al 47º posto dello slalom gigante in programma; il 16 dicembre 2009 ha colto a Panorama il suo primo podio nel circuito continentale nordamericano, classificandosi 3º in slalom speciale. Il 23 gennaio 2011 ha debuttato in Coppa del Mondo partecipando allo slalom speciale di Kitzbühel senza qualificarsi per la seconda manche. Il 23 marzo 2015 ha ottenuto il primo successo in Nor-Am Cup, a Waterville Valley in slalom speciale, e ha conquistato alla fine della stagione il trofeo continentale, piazzandosi primo anche nella classifica di slalom speciale.
Il 24 gennaio 2011 ha ottenuto a Kitzbühel in slalom speciale il suo miglior piazzamento in Coppa del Mondo (19º); l'anno dopo ai Mondiali di Sankt Moritz 2017, sua unica presenza iridata, non ha completato slalom speciale. Il 15 febbraio 2018 ha ottenuto la sua seconda e ultima vittoria, nonché ultimo podio, in Nor-Am Cup, a Stowe Mountain/Spruce Peak in slalom speciale; il 4 marzo seguente ha disputato la sua ultima gara in Coppa del Mondo, lo slalom speciale di Kranjska Gora che non ha completato. Si è ritirato al termine della stagione 2018-2019 e la sua ultima gara è stata lo slalom speciale dei Campionati statunitensi 2019, disputato il 24 marzo a Waterville Valley e chiuso da Ankeny al 14º posto.

## Palmarès

### Coppa del Mondo
- Miglior piazzamento in classifica generale: 118º nel 2016

### Nor-Am Cup
- Vincitore della Nor-Am Cup nel 2015
- Vincitore della classifica di slalom speciale nel 2015
- 12 podi:
  - 2 vittorie
  - 3 secondi posti
  - 7 terzi posti

#### Nor-Am Cup - vittorie
| Data             | Località                   | Paese       | Specialità |
| ---------------- | -------------------------- | ----------- | ---------- |
| 23 marzo 2015    | Waterville Valley          | Stati Uniti | SL         |
| 15 febbraio 2018 | Stowe Mountain/Spruce Peak | Stati Uniti | SL         |

Legenda:

SL = slalom speciale

### South American Cup
- Miglior piazzamento in classifica generale: 39º nel 2015
- 1 podio:
  - 1 terzo posto

### Australia New Zealand Cup
- Miglior piazzamento in classifica generale: 3º nel 2017
- 5 podi:
  - 1 secondo posto
  - 4 terzi posti

### Campionati statunitensi
- 3 medaglie:
  - 1 argento (slalom speciale nel 2012)
  - 2 bronzi (slalom speciale nel 2016; slalom speciale nel 2017)

### Campionati statunitensi juniores
- 3 medaglie[1]:
  - 3 ori (slalom speciale nel 2008; slalom speciale, combinata nel 2011)